# Ernst Kanter
Ernst Kanter, nemški general in pravnik, * 8. avgust 1895, St. Johann, Saarbrücken, † 20. november 1979, Köln.